# Maris Mägi

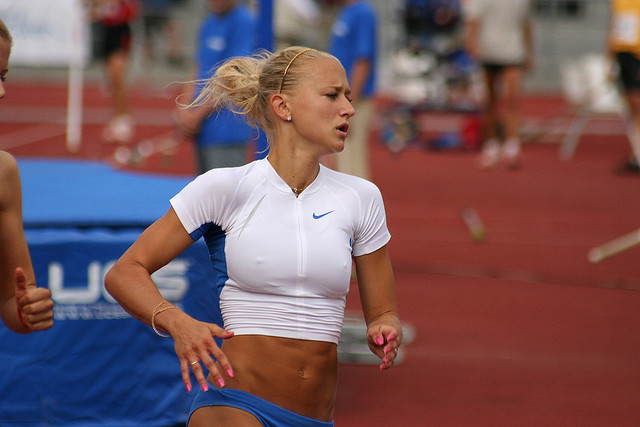
Maris Mägi 2006

Maris Mägi (* 11. August 1987 in Tartu) ist eine estnische Sprinterin, die sich auf die 400-Meter-Distanz spezialisiert hat.

## Karriere
Ihren ersten internationalen Wettkampf bestritt sie 2003, als sie bei Leichtathletik-Junioreneuropameisterschaften in Tampere Achte wurde. Bei den Leichtathletik-Juniorenweltmeisterschaften 2004 in Grosseto scheiterte sie aber bereits im Vorlauf. Ihr erster Wettkampf im Seniorenbereich war die Leichtathletik-Halleneuropameisterschaften 2005 in Madrid, wo sie ebenfalls im Vorlauf ausschied. Im Jahr 2007 siegte sie bei den Estnischen Hallenmeisterschaften über 400 Meter.
Bei den Leichtathletik-Europameisterschaften 2010 erreichte sie im Vorlauf den insgesamt 11. Platz und verpasste somit nur knapp die Qualifikation für das Finale.
Sie hält aktuell mit 52,98 s den estnischen Hallenrekord über 400 m, den sie am 23. Januar 2010 bei einem Wettkampf in Wien aufstellte. Ihre persönliche Bestzeit im 400-Meter-Lauf (Freiluft) liegt bei 52,68 s, aufgestellt am 18. Juli 2010 in Tallinn.